# Pablo Baraona
Pablo Antonio Baraona Urzúa (Santiago de Chile, 22 de junio de 1935-Santiago, 28 de septiembre de 2017) fue un economista y político chileno, considerado uno de los impulsores del modelo de libre mercado implantado en su país durante la dictadura militar del general Augusto Pinochet. En dicho régimen se desempeñó como ministro de Economía, Fomento y Reconstrucción, entre 1976 y 1978 y, como ministro de Minería, desde 1988 hasta 1989.

## Primeros años de vida
Era hijo de Alicia Urzúa Souper y el abogado y político Jorge Baraona Puelma, estudió economía en la Pontificia Universidad Católica de Chile (PUC), donde además presidió el centro de alumnos de su facultad y de la Federación de Estudiantes en 1957 y 1959.
En 1961 obtuvo una maestría en economía en la Universidad de Chicago, formando parte de la generación de economistas conocida en Chile como los «Chicago Boys». De vuelta en su país, ejerció como profesor en la PUC, obteniendo en 1964 el cargo de director del Instituto de Economía. Por esos años también dirigió el Centro de Estudios Socioeconómicos (CESEC), que sirvió de plataforma para la conformación del programa económico de la campaña presidencial de Jorge Alessandri para la elección de 1970.

## Vida pública
Miembro del Partido Nacional (PN), en marzo de 1971 fue uno de los fundadores del diario Tribuna, de ideología contraria al gobierno de Salvador Allende. Para los comicios de diputados y senadores en 1973,  trabajó en la dirección de la campaña electoral de su correligionario y candidato al Senado por Santiago, Sergio Onofre Jarpa. 
En los inicios de la dictadura militar de Augusto Pinochet, trabajó como asesor del entonces ministro de Economía, Fernando Léniz. En 1974 asumió como vicepresidente del Banco Central de Chile, del cual fue su presidente el año siguiente. Entre diciembre de 1976 y diciembre de 1978 fue ministro de Economía. Posteriormente fue también ministro de Minería, entre octubre de 1988 y abril de 1989. A fines de ese año, se retiró del gobierno para asumir como jefe de la campaña presidencial de Hernán Büchi, quien fue su jefe de gabinete cuando encabezaba el Ministerio de Economía en los años 1970.
En el sector privado, fue coordinador ejecutivo de Copec en los años 1980, presidente del Club Hípico de Santiago entre 1983 y 1990, y presidente del Banco Unido de Fomento en 1980. En 1988, fue uno de los fundadores de la Universidad Finis Terrae, junto a Sergio de Castro y Álvaro Bardón, de la que fue rector por dieciséis años.

## Historial electoral

### Elecciones parlamentarias de 1997
- Elecciones parlamentarias de 1997 a Senador por la Circunscripción 9, (Región de O´Higgins)[6]

| Candidato                  | Pacto                          | Partido | Votos  | %     | Resultado |
| -------------------------- | ------------------------------ | ------- | ------ | ----- | --------- |
| Rafael Moreno Rojas        | Concertación por la Democracia | DC      | 82 789 | 25,01 | Senador   |
| Anselmo Sule Candia        | Concertación por la Democracia | PRSD    | 76 091 | 22,99 |           |
| Andrés Chadwick Piñera     | Unión por Chile                | UDI     | 68 167 | 20,59 | Senador   |
| Mónica Madariaga Gutiérrez | Chile 2000                     | ILE     | 55 112 | 16,65 |           |
| Carlos Poblete Ávila       | La Izquierda                   | ILC     | 20 390 | 6,16  |           |
| Pablo Baraona Urzúa        | Unión por Chile                | ILB     | 17 687 | 5,34  |           |
| Darío Poblete Morales      | Humanista                      | PH      | 5295   | 1,60  |           |
| Joaquín Arduengo Naredo    | Humanista                      | PH      | 3390   | 1,02  |           |
| Carlos Arroyo Hodges       | Chile 2000                     | UCCP    | 2072   | 0,63  |           |

## Obras
- 1973, Fuerzas Armadas y seguridad nacional. Santiago de Chile: Ed. Portada.
- 1993, Mil días, mil por ciento: la economía chilena durante el gobierno de Allende. Santiago de Chile: Antártica.